# Doug Jones (skådespelare)
Doug Jones, född 24 maj 1960 i Indianapolis, är en amerikansk skådespelare.
Jones har medverkat i ett flertal science fiction-, fantasy- och skräckproduktioner, bland annat som faunen i Pans labyrint (2006), Abe Sapien i Hellboy (2004) och Hellboy II: The Golden Army (2008), Silver Surfer i Fantastic Four: Rise of the Silver Surfer  (2007) och amfibiemannen i The Shape of Water (2017).